# Cautires kotatinggensis
Cautires kotatinggensis – gatunek chrząszcza z rodziny karmazynkowatych i podrodziny Lycinae.
Gatunek ten opisany został po raz pierwszy w 2016 roku przez Alice Jiruskovą, Michala Motykę i Ladislava Bocáka z Uniwersytetu Palackiego na łamach European Journal of Taxonomy. Opisu dokonano na podstawie okazów odłowionych w 2013 roku. Jako miejsce typowe wskazano drogę między Tapah i Riglet w pobliżu Kota Tinggi. Epitet gatunkowy pochodzi od miejsca typowego.
Chrząszcz o smukłym ciele długości około 6,5 mm. Ubarwiony jest czarno z brązowo owłosionymi listewkami i brzegami przedplecza oraz rudo owłosionymi przednimi połowami żeberek pierwszo- i drugorzędowych na pokrywach. Mała głowa zaopatrzona jest w tęgie, blaszkowate czułki o umiarkowanie długich blaszkach, oraz w stosunkowo duże, półkuliste oczy złożone o średnicach równych ich rozstawowi. Przedplecze ma około 1,1 mm długości, 1,5 mm szerokości, tępe kąty przednie, silnie wyniesione i proste krawędzie boczne oraz wystające kąty tylne. Listewki dzielą jego powierzchnię na pięć komórek (areoli), z których środkowa jest kompletna i przylega do tylnego brzegu przedplecza. Listewki tylno-boczne nie występują. Pokrywy mają równoległe boki i powierzchnię podzieloną dobrze rozwiniętymi żeberkami podłużnymi pierwszorzędowymi i drugorzędowymi oraz drobnymi i gęsto rozmieszczonymi żeberkami poprzecznymi na komórki (areole). Genitalia samca cechują się smukłym prąciem z łyżeczkowato rozszerzoną i tępo zwieńczoną częścią wierzchołkową.
Owad orientalny, endemiczny dla Malezji, znany tylko z lokalizacji typowej w stanie Perak. Spotykany był na wysokości 350 m n.p.m.